# Helge Tramsen

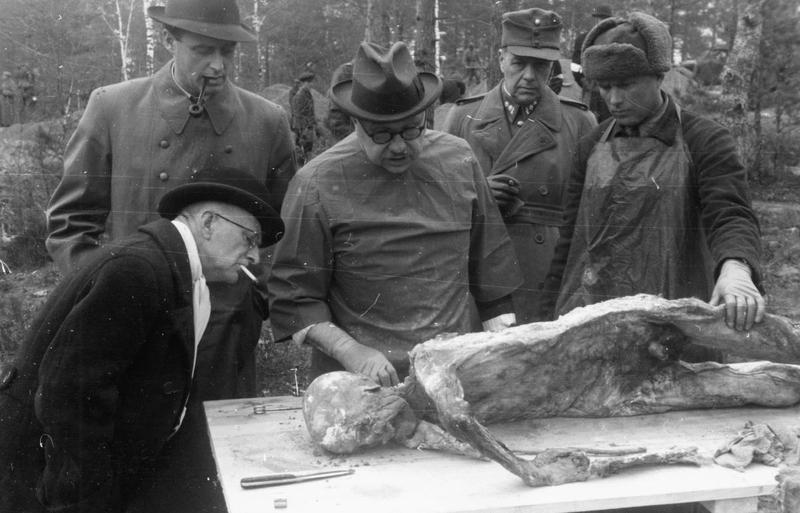
Tramsen (mit Pfeife) in Katyn

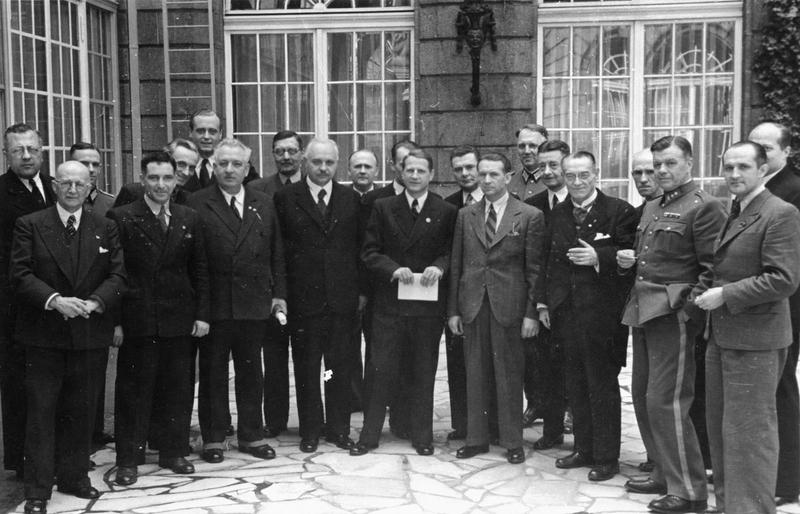
Tramsen in der Kommission (6. von links, alle überragend, 1943)

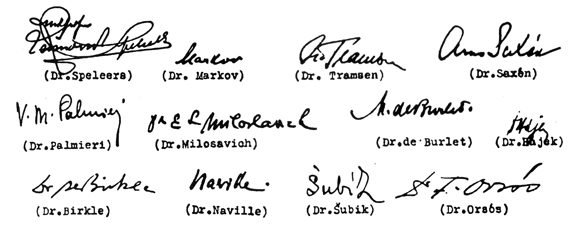
Unterschriften der Kommissionsmitglieder am 30. April 1943

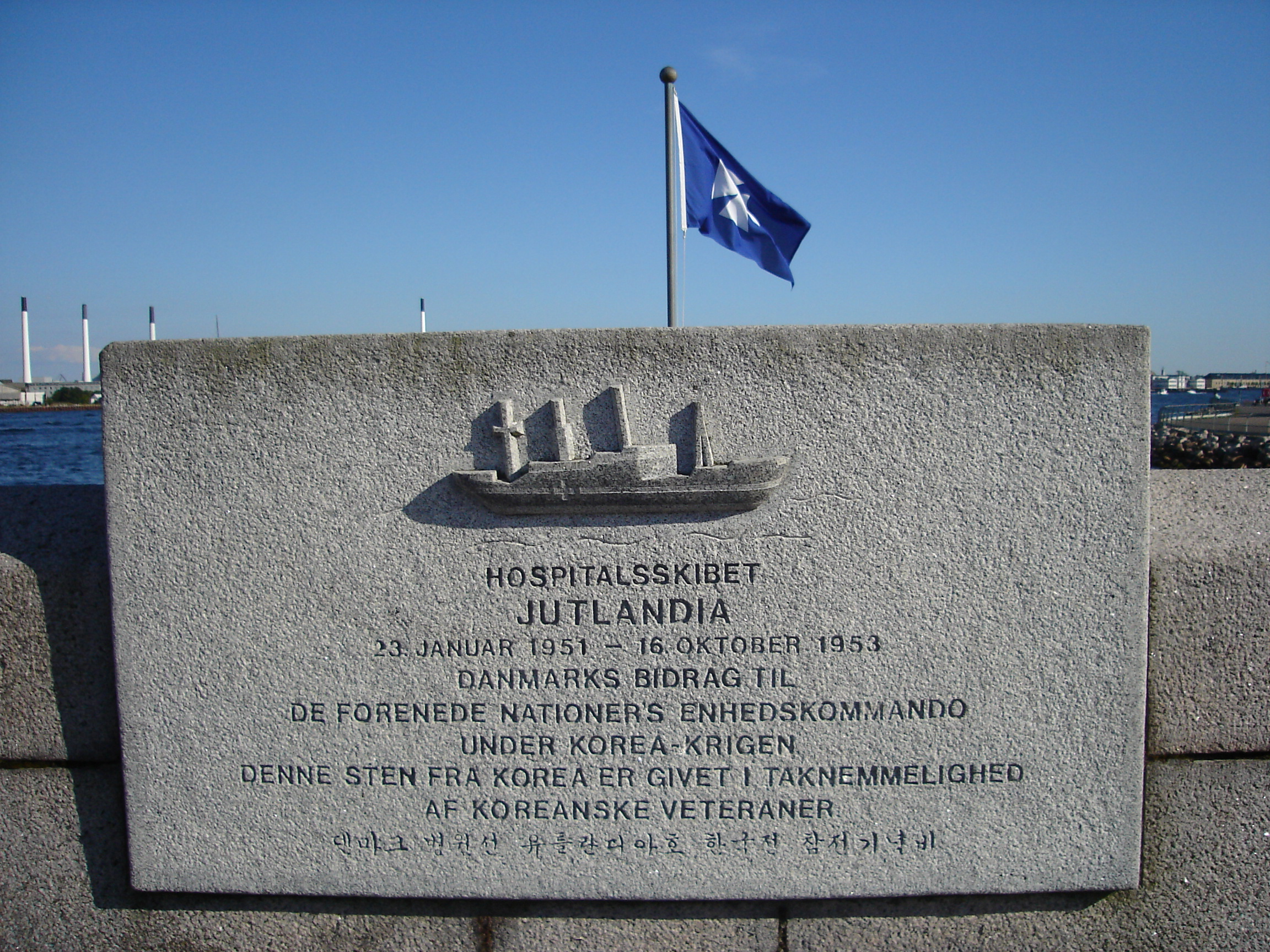
Gedenkstein für den UN-Einsatz der „Jutlandia“ im Korea-Krieg

Helge Andreas Boysen Tramsen (* 30. August 1910 in Kopenhagen; † 1. April 1979) war ein dänischer Rechtsmediziner. Er war Mitglied einer Internationalen Ärztekommission, deren Obduktionen das Massaker von Katyn im Sinne der NS-Propaganda aufklären helfen sollten.

## Leben
Tramsen wurde in einer bürgerlichen Familie Kopenhagens geboren. Nach seinem medizinischen Examen an der Universität Kopenhagen im Jahr 1936 heiratete er eine Britin, ging zur Marine und begann eine chirurgische Ausbildung. Von 1940 bis 1943 war er Prosektor am Gerichtsmedizinischen Institut der Universität. Nach dem deutschen Überfall auf Dänemark war Tramsen am bürgerlichen Widerstand gegen die deutsche Besatzung beteiligt. In diesem Umkreis wurde auch sein Einsatz in einer Gruppe internationaler Gerichtsmediziner besprochen, zu der das deutsche Außenministerium auch im besetzten Dänemark einen Vertreter gesucht hatte. Auch nach seiner Rückkehr aus Katyn war Tramsen in Widerstandsaktionen verwickelt, so zum Beispiel bei einem Überfall auf ein deutsches Waffenlager im Juli 1944. Er fiel in die Hände der Gestapo und entging dem sicheren Tode nur durch seinen Status als „Zeuge von Katyn“. Bis zum Kriegsende war er im Internierungslager Frøslev inhaftiert.
Nach Ende des Zweiten Weltkrieges arbeitete Tramsen als Chirurg, als niedergelassener Arzt und als Marinearzt im Range eines Oberstleutnants bei der dänischen Marine und hatte Lehraufträge an der Kopenhagener Universität. Er nahm an dem UN-Einsatz des dänischen Hospitalschiffes „Jutlandia“ während des Koreakrieges teil. Hierfür erhielt er den Dannebrog-Orden. Für die dänische Regierung nahm er an einer Konferenz zur Weiterentwicklung der Genfer Konvention teil. Tramsen war bis 1970 leitender Arzt der dänischen Marine.
Tramsens Tochter heiratete einen polnischen Künstler und lebte in Warschau, wo sie 1971 unter ungeklärten Umständen an einer Gasvergiftung in ihrer Wohnung starb.

## Untersuchung Katyn 1943
Im Februar 1943 waren die Massengräber in Katyn von deutschen Wehrmachtangehörigen entdeckt worden, und Joseph Goebbels schrieb in sein Tagebuch unter dem 14. April 1943, dass daraus propagandistischer Nutzen gezogen werden sollte. Unter der Leitung von Gerhard Buhtz begann im April die Exhumierung der Leichen in Katyn. Es wurde vom deutschen Reichsgesundheitsführer Leonardo Conti eine zwölfköpfige internationale Kommission angeworben, die vom 28. und 30. April 1943 die Exhumierung begleitete, eigene Untersuchungen anstellte und einen Bericht erstellte. Da der Leiter des Kopenhagener Gerichtsmedizinischen Instituts, Knud Sand, wegen seiner Gehbehinderung sich den Forderungen der Deutschen entziehen konnte, wurde Tramsen am 22. April 1943 „vom dänischen Außenministerium“ und „von der dänischen Admiralität“ als dänischer Experte benannt. Tramsen besprach sich auch mit der dänischen Widerstandsgruppe, in der er Mitglied war. Sie riet ihm zur Teilnahme. Tramsen hatte bereits in der dänischen Presse die deutsche Version über die Funde in Katyn gelesen. In Katyn nahm Tramsen an einer selbst ausgesuchten Leiche eine Obduktion vor. Tramsen fand in der Kleidung der Leiche den Wehrpass des polnischen Offiziers und Chemikers Ludwig Szyminski aus Krakau. Er bat darum, den Schädel des von ihm untersuchten Toten als Beweisstück mitnehmen zu dürfen. In Berlin hatte Tramsen sich mit einem Kontaktmann der dänischen Widerstandsgruppe getroffen, der ihm Fotos der Staudämme von Möhne und Eder zusteckte. Tramsen schmuggelte die Fotos, versteckt unter dem Schädel des polnischen Soldaten, nach Kopenhagen.
Der Bericht wurde von der Gruppe der internationalen Gerichtsmediziner am 4. Mai 1943 in Berlin durch Ferenc Orsós dem Reichsgesundheitsführer Conti übergeben. Die Kommissionsmitglieder hatten vereinbart, keine darüber hinausgehenden öffentlichen Erklärungen abzugeben. Gleichwohl gab Tramsen, zurück in Kopenhagen, seine Erkenntnisse an den dänischen Widerstand weiter, von wo sie auch nach England gelangten. Tramsen wurde vom deutschen Statthalter Werner Best persönlich aufgefordert, in Dänemark Vorträge zu halten, und das „Deutsche Institut“ in Kopenhagen bot ihm einen Betrag von $50 pro Vortrag, was Tramsen aber verweigerte.

## Untersuchung Katyn 1952
In der Urteilsfindung des Nürnberger Prozesses wurden die Massaker von Katyn, die aus sowjetischer Sicht in die Anklage gegen die deutschen Kriegsverbrecher eingehen sollten, ausgeklammert. Das Kommissionsmitglied Markow hatte in Nürnberg seine Aussage von 1943 widerrufen und Aussagen gemacht, die die sowjetische Sicht unterstützten. Ebenfalls widerrufen hatte der Tscheche Hajek am 10. März 1952. Der Jugoslawe Miloslavić und der Slowake František Šubík waren unter Druck ihrer kommunistischen Regierungen gesetzt worden, so dass beide ins Ausland fliehen mussten. Druck war auch auf den Italiener Vincenzo Mario Palmieri seitens der KPI ausgeübt worden. Ferenc Orsós musste als Parteigänger der ungarischen nationalsozialistischen Pfeilkreuzler aus Ungarn fliehen und fand in der Bundesrepublik Deutschland Schutz vor der Bestrafung seiner Beteiligung an der Verfolgung jüdischer Kollegen in Budapest.
In der Zeit des Kalten Krieges richtete der Amerikanische Kongress eine Untersuchungskommission ein, die vom 21. bis 26. April 1952 in Frankfurt tagte. Tramsen wurde am 23. und 26. April 1952 in Frankfurt als Zeuge vernommen, wobei er und die ebenfalls vernommenen Orsós, Palmieri und Miloslavić die Untersuchungsmethoden und Untersuchungsergebnisse von 1943 bestätigten.